# Cobras & Lagartos
Cobras & Lagartos (en portugués: Cobras e Lagartos) es una telenovela brasileña transmitida por TV Globo desde el 24 de abril hasta el 17 de noviembre de 2006, con 179 capítulos.
Escrita por João Emanuel Carneiro, con la colaboración de Antonia Pellegrino, Denise Bandeira, Vincent Villari y Márcia Prates, dirigida por Cininha de Paula, Cláudio Boeckel, Marco Rodrigo y Ary Coslov, con la dirección general y de núcleo de Wolf Maya.
Protagonizada por Mariana Ximenes y Daniel de Oliveira, con las participaciones antagónicas de Carolina Dieckmann, Henri Castelli, Herson Capri, Marília Pêra, Nanda Costa, Leonardo Miggiorin y Tania Khalill y cuenta con las actuaciones estelares de Taís Araújo, Lázaro Ramos, Cássia Kis, Totia Meireles, Carmo Dalla Vecchia, Cléo Pires y la participación especial del primer actor Francisco Cuoco.

## Sinopsis
Río de Janeiro, cobras y lagartos cuenta la historia de Omar Pasquim (Francisco Cuoco), un hombre que ha trabajado duro durante años y logró construir un imperio. Como un hombre joven, que comenzó como un empleado en una pequeña tienda en el centro de la ciudad, pertenece a la familia de Otaviano (Herson Capri). No pasó mucho tiempo, compró el negocio del jefe. Actualmente, Omar Pasquim posee Luxus, una tienda por departamentos que vende de todo, desde joyas únicas de animales exóticos, aviones y autos de carrera.

La hermana de Omar Milu (Marília Pêra), una mujer resentida que vive a expensas del dinero de su hermano. Ella, sin embargo, se siente agraviado, sintiendo que se le da menos de lo que merece. Milu decorador dice que es, pero en realidad, nunca trabajó en su vida. Ella es la madre de Leona (Carolina Dieckmann) y Tomás (Leonardo Miggiorin) y se crio a los hijos a su imagen y semejanza: ambos son ambiciosos, envidiosos y puede hacer cualquier marco de llevarse bien en la vida sin mucho esfuerzo.

Al principio de la historia, Omar descubre que él está enfermo y tiene poco tiempo de vida. El diagnóstico trágico lo hace preocupado por el futuro de su patrimonio. El millonario entonces decide disfrazarse de Pereira, un limpiador de Luxus, y acercarse a las personas que lo rodean. Su plan es identificar a un hombre que está en posición vertical y generoso y le elegir a su heredero, a través de un testamento, junto a su sobrina favorita a la dulce Bel (Mariana Ximenes), la hija de su difunto hermano Sami.
Omar admirar la generosidad de su sobrina y su pasión por los olores y la música. El único que conoce su disfraz es Jair (Milton Gonçalves), Omar mayordomo durante más de 30 años, y su fiel compañero.

Un día, disfrazado de Pereira, Omar está casi asaltado por un grupo de delincuentes. El millonario es salvado por Duda (Daniel Oliveira), un joven mensajero motocicleta. El encuentro inesperado, una verdadera amistad nace. Omar descubre que tiene muchas cosas en común con Duda. Así como el millonario, por ejemplo, el joven huérfano y es un apasionado de la música. Preocupados por ayudar a su nuevo amigo, que a sus ojos es un pobre hombre que tiene que trabajar como conserje para sobrevivir, Duda le invita a vivir con él en la casa de su tía Silvana (Totia Meireles), dueño de una tienda y esencias de perfumes hechos a mano en el Sahara, en el centro de Río de Janeiro. La certeza de que Duda es ideal para Bel Omar viene cuando el niño entra en la habitación y encuentra una pintura con el rostro del hombre sobrina. Duda cuenta que compró el cuadro de un artista de la calle porque estaba encantado con el bello rostro de la mujer.

¿Quién está involucrado en la trama principal de la novela es Foguinho (Lázaro Ramos), uno lleno de paradojas hombre. Es un tremendo vago, pero tiene un corazón de oro. Es ignorante, pero inteligente y muy carismático. Su padre, Ramires (Ailton Gonçalves), está casado con Shirley (Elizangela), con quien tiene dos hijos: Sandrinha (Maria Maya) y Téo (Irán Malfitano). Considerado un descalificado por toda la familia, nadie muestra ningún afecto por Foguinho. Su padre le obliga a trabajar como un hombre-sándwich de su casa de empeño, servicio que odia. Ramires, Shirley y sus hijos les gusta demostrar que tienen más dinero del que realmente tienen. El ir en vivo por sobregiro y haciendo deudas y más deudas, pero no perder la pose.

Foguinho está enamorado de Ellen (Tais Araújo), una mujer hermosa, ambiciosa y amoral, hija de Jair mayordomo Omar. El objetivo es enriquecer la vida de Ellen. Así que, a pesar de tener Foguinho novio cuando era más joven, ella lo desprecia, mirando a un hombre rico y exitoso.
Cuando Duda sabe Bel, a través de Omar, el mensajero de la motocicleta descubre que su amada se dedica a Estevão (Henri Castelli), un personaje malvado que sólo está interesado en la fortuna de su tío. A los ojos de Omar, Estevão es un hombre generoso, con principios, pero cuando estás Pereira, revela una mala persona. Hablando de buen tipo es sólo traje de llanura. En realidad, el tipo tiene una fuerte sed de venganza. Él es el hijo de Otaviano y cree que toda la propiedad que le pertenece a Omar. Cuando Otaviano estaba al borde de la quiebra, entregó besó las manos de la empresa familiar a Omar, un simple empleado. Stephen entonces se comprometió a recuperar la herencia de su padre. Para aumentar la ira de Esteban, Omar tuvo un romance con Teresa (Cassia Kis Magro), su madre, y rechazó, lo hizo volverse loco.

Stephen mantiene un romance secreto con el primo Bel, Leona. Hermosa y muy sensual, Leona es lo contrario de Bel, que pretende ser muy amable. Ella trabaja como gerente de ventas en el departamento de modas Luxus y acepta el hecho de Bel ser la sobrina preferida de Omar. Así astuta y egoísta, Leona vive engatusar tío millonario. Para conseguir la fortuna de Omar, Leona y Stephen son capaces de cualquier cosa.
A pesar de la enfermedad, Omar muere de marcos Leona. Después de tomar una foto de su sobrina, el empresario está mintiendo en el almacén Luxus, y el villano en colaboración con Stephen decide tomar ventaja de la situación y el lugar se quema. Jair intenta salvarlo y también muere. Con la muerte de Omar, se abrió su testamento. Para sorpresa de todos, la mitad de su herencia está destinado a Bel, y la otra mitad a lo desconocido Daniel Miranda.
Daniel Miranda es el nombre de Duda, pero también Foguinho, y por una confusión desastrosa Foguinho es que hereda el patrimonio de Omar. A partir de ahí, su vida se vuelve del todo. Lo único que le importaba nada de lo que pase él engatusar, especialmente su familia. Incluso Elena, que siempre lo desairado por ser pobres, si los lleva, declarándose a sí mismo en el amor.
Mientras tanto, Bel sufre de ser contratado a un hombre y lo amo, porque después de conocer a Duda no podía olvidarlo. A pesar de sentirse atraída por él, trata de controlar sus sentimientos. Leona, al darse cuenta el interés del niño primo, se esfuerza por alejar Duda camino de Bel. Por un ambicioso villano quiere Stephen anticipar su matrimonio con su primo. Apasionado y completamente seducido por Leona, Stephen se compromete a hacer todo lo que ella ordena.
Foguinho sabe que no es el Daniel Miranda Omar que se refiere en su testamento, pero simplemente no revelar la verdad. Antes de morir, Omar pidió Foguinho entregar una carta a Silvana en que aclaró la verdad sobre la verdadera identidad de Pereira, declaró su amor a ella y le dijo que toda su fortuna se dejó a Duda y Bel. Foguinho está plagado de la situación, pero dejó que la mentira. A partir de ahí, él es seducido por la vida de lujo y riqueza tenido alguna vez, con todas sus pies; Leona y Stephen luchan para tratar de dar un golpe en Bel y dejarla sin nada; Duda y Bel y viven un amor lleno de malentendidos.
La trama toma un giro cuando se enamora de Duda Leona, y los dos comienzan a salir. Esteban se vuelve loco con los celos y el odio, y Bel no entiendo por qué la prensa está enamorada de Duda, que siempre criticó. Para ganar el amor de Duda, Leona, apasionado y preocupado, decide vestirse y actuar como el material y se convierte en su totalidad. Duda, sin embargo, no se puede tomar la data sobre y se rompe con Leona. Descubrir que ella es amante de Esteban, sin embargo, decide reanudar la relación sexual para proteger a Bel. Inteligente, Leona pronto descubre las intenciones de Dudley, y todo empezar a actuar falsamente.
Un poderoso y arrogante Ellen comienza a librar una lucha contra la familia Foguinho. Ella no escatimó críticas a la madrastra y hermana advenedizo y delimita espacios diferenciados en la mansión, donde todos van en directo. En un momento de la trama, Ellen descubre la carta de Umar demuestra que Foguinho no es su heredero. Con el documento en mano, comienza a chantajearlo, exigiéndole que designe el presidente de Luxus. Él no hay alternativas, que obedece. Ella también hace de mayordomo privado, que paga escenas hilarantes a la trama. Quién no le gusta el poder es Ellen Leona y Stephen. A diferencia de Foguinho, el villano es muy ambicioso y representa un peligro. Ellen se entera de que los dos tienen un romance y decide chantajear a ellos también: ella quiere ser un socio en el plan de la pareja para un golpe de Estado en Bel.
Bel descubre siendo engañado por Leona y Stephen se declara enamorado de Duda y promesas de venganza. Mientras tanto, Foguinho siento muy mal por engañar a Bel y Duda y sufre de las apariciones del fantasma de Omar, quien le pide poner fin a la farsa y reportar toda la escoria que lo rodea. Decidido a revelar toda la verdad, Foguinho siempre es frustrado por ambicioso Ellen. La trama da un nuevo giro cuando Estevão encuentra una carta dejada por Omar y obtiene un control total sobre Ellen y Foguinho. Mientras tanto, Leona descubre que está embarazada Duda, sacudiendo su noviazgo con Bel.
Duda se une a las piezas y descubre que Omar y Pereira son las mismas personas y el patrimonio dejado por el millonario era para él. Leona comienza a correr la manía por la limpieza y comienza a volverse loco. Un día, perturbado, ella lleva a su hijo, Daniel, y Duda a Luxus y bomberos tienda al abrir una botella de champán. Duda logra escapar con su hijo, pero Foguinho y Leona, que también estaba en compañía de morir. Ellen sufre la muerte de Foguinho y revela que él realmente ama. Foguinho resucita después de una reunión con Omar Quisquilloso y una aventura en un animado funk. Se reconcilia con Ellen, y dos, feliz, comienza a vender los profiteroles Sahara. Después de innumerables engaños y trampas, Stephen es asesinado por Madá (Nanda Costa), a quien le prometió dinero y no pagó. Serpientes gratis todo alrededor de ellos, Bel y Duda terminan juntos en paz. Ella queda embarazada con gemelos y con Daniel, forman una hermosa familia.

## Elenco

### Personajes principales
| Actor               | Personaje                                       | Doblaje            |
| ------------------- | ----------------------------------------------- | ------------------ |
| Mariana Ximenes     | Bel (Maria Isabel Gonçalves Quisquilloso)       | Cristina Hernández |
| Daniel de Oliveira  | Duda (Daniel Salgado Miranda)                   | Gabriel Ortiz      |
| Carolina Dieckmann  | Leona Quisquilloso Montini† (Villana principal) | Laura Ayala        |
| Henri Castelli      | Esteban Pacheco† (Villano principal)            | Armando Coria      |
| Taís Araújo         | Ellen dos Santos                                | Rebeca Gómez       |
| Lázaro Ramos        | Foguinho (Daniel Miranda Café)                  | Mario Castañeda    |
| Cléo Pires          | Letícia Pacheco                                 | Karla Falcón       |
| Carmo Dalla Vecchia | Luciano Botelho / Martín                        | Carlos Íñigo       |

### Personajes secundarios
| Actor              | Personaje                                                   | Doblaje       |
| ------------------ | ----------------------------------------------------------- | ------------- |
| Francisco Cuoco    | Omar Pasquim / Pereira†                                     |               |
| Totia Meireles     | Silvana Salgado Munhoz                                      |               |
| Herson Capri       | Octaviano Pacheco (Villano)                                 | Octavio Rojas |
| Marília Pêra       | Milu Montini (Maria Lúcia Pasquim Montini) (Villana)        | Lourdes Morán |
| Ailton Graça       | Ramires Miranda Café                                        |               |
| Kayky Brito        | Nicolas Salgado Munhoz                                      |               |
| Elizângela         | Shirley Miranda Café                                        |               |
| Ângela Vieira      | Celina Gonçalves Pacheco                                    |               |
| Leonardo Miggiorin | Thomas Pasquim Montini                                      | Eduardo Garza |
| Maria Maya         | Sandrinha (Sandra Miranda)                                  |               |
| Tania Khalill      | Nikki (Nicole Ortega) (Villana)                             |               |
| Walter Breda       | Tufi (Tufo)                                                 |               |
| Milton Gonçalves   | Jair dos Santos†                                            |               |
| Otávio Augusto     | Serafim Padilha                                             |               |
| Eliane Giardini    | Eva Padilha / Esmeralda                                     |               |
| Cássia Kis         | Teresa Pacheco / Henriqueta                                 |               |
| Luís Melo          | Oran Munhoz/ Conchita                                       |               |
| Luíza Mariani      | Julia Pacheco                                               |               |
| Iran Malfitano     | Téo (Teotônio Miranda) / Olavinho (Olavo Menezes de Aragão) |               |
| Nanda Costa        | Madá (Maria Madalena Padilha) (Villana)                     |               |
| Bruna Marquezine   | Lurdinha (Lurdes Padilha)                                   |               |
| Gustavo Falcão     | Jonas Padilha                                               |               |
| Christiana Kalache | Kika (Francisca Padilha)                                    |               |
| Matheus Costa      | Sushi                                                       |               |
| Rafael Ciani       | Geléia (Geraldo Salgado Munhoz)                             |               |
| Mara Manzan        | Marilene                                                    |               |
| Fafy Siqueira      | Valkyrie                                                    |               |
| Cássio Reis        | Murilo Ortega                                               |               |
| Stepan Nercessian  | Bandeira                                                    |               |
| Victor Peralles    | Igor                                                        |               |
| Renato Rabello     | DJ Macarrão                                                 |               |
| Leonardo Jabbour   | Gus                                                         |               |
| Guilherme Winter   | Flu                                                         |               |
| Renata Ghelli      | Magali                                                      |               |
| Carolina Magalhães | Diana                                                       |               |
| Tina Kara          | Karina                                                      |               |
| Miguel Nader       | Cardoso                                                     |               |

## Doblaje al español (Elenco principal)
| Actor/Actriz        | Actor/Actriz de Doblaje |
| ------------------- | ----------------------- |
| Mariana Ximenes     | Cristina Hernández      |
| Daniel de Oliveira  | Gabriel Ortiz           |
| Carolina Dieckmann  | Laura Ayala             |
| Francisco Cuoco     | Francisco Colmenero     |
| Henri Castelli      | Armando Coria           |
| Lázaro Ramos        | Mario Castañeda         |
| Taís Araújo         | Rebeca Gómez            |
| Cléo Pires          | Karla Falcón            |
| Carmo Dalla Vecchia | Carlos Íñigo            |
| Herson Capri        | Octavio Rojas           |
| Totia Meireles      | Mónica Villaseñor       |
| Marília Pêra        | Lourdes Morán           |
| Angela Vieira       | Liza Willert            |

## Banda sonora

### Nacional
1. "Pra Ser Sincero" - Marisa Monte - Tema de Bel e Duda
2. "O Sol" - Jota Quest - Tema de Otaviano
3. "Tiro Onda" - Jair Oliveira - Tema de Foguinho
4. "Quando a Chuva Passar" - Ivete Sangalo - Tema de Bel
5. "Outra Vez" - Ivo Pessoa
6. "Totalmente Demais" - Perlla  - Tema de Ellen
7. "Muito Perigoso" - Preta Gil
8. "Erva Venenosa" - Rita Lee COBRAS & LAGARTOS Tema de Leona
9. "Fullgás" - Marina Lima
10. "Vento no Litoral" - Legião Urbana
11. "Alô! Alô! Marciano" - Elis Regina - Tema Principal
12. "The Frog" - Sérgio Mendes, Q-Tip & Will.i.am - Tema da Luxus
13. "Porto dos Sonhos" - Ricardo Ottoboni & Iuri Cunha

### Internacional
1. "Ooh La La" - Goldfrapp
2. "Incredible" - The Shapeshifters
3. "Stickwitu" - The Pussycat Dolls
4. "Story of My Life" - Frankie J
5. "From the Bottom of My Heart" - Stevie Wonder
6. "Jerk it Out" - Caesars
7. "Advertising Space" - Robbie Williams
8. "Bom Bom Bom" - Living Things
9. "The World is Mine" - David Guetta
10. "Time 2 Love" - Ramada & Gottsha
11. "No Worries" - Simon Webbe
12. "Why Don't You Kiss Her?" - Jesse McCartney
13. "Young at Heart" - Barry Manilow
14. "Stormy Weather (Keeps Rainin' All the Time)" - Etta James
15. "So Deep" - House Brothers
16. "How Insensetive" - Laura Fygi

### Cobras e Lagartos
1. "O Show" - MC Leozinho
2. "Meu Gol de Placa" - Latino Tema de Nicolas
3. "Rap do Real" - Pedro Luís e a Parede
4. "Vira de Ladinho" - Malha Funk
5. "Malandragem, Se Segure" - Wilson Sideral, Rogério Flausino e Motirô
6. "Pega Geral" - Dudu Nobre
7. "Cuidado com o Negão" - Alexandre Pires
8. "Piriripiti" - Babado Novo
9. "Pega Leve" - Cariciar
10. "Eu Já Fui de Você" - Gino & Geno
11. "Os Corações Não São Iguais" - Hugo e Tiago
12. "Adio Mânei" - Gleison Túlio
13. "Levanta a Mão" - Leilah Moreno
14. "Areia Pro Meu Caminhão" - The Originals

- Datos: Q422534